# Grégoire Du Bosch
Grégoire Du Bosch (Watervliet, 19 april 1765 - Bassevelde, 15 februari 1842) was een Gentse politieke voorman in de Franse tijd.

## Levensloop
Renier Grégoire Du Bosch was de oudste van de zeven kinderen van de Watervlietse notaris Renier Grégoire Du Bosch en Marie-Christine De Bruycker. Voor zijn studies werd hij naar de gerenommeerde kostschool van Wilhours in Henegouwen gestuurd.
Hij trok na zijn studies naar Antwerpen waar hij boekhouder werd bij de bankier en zakenman Charles de Proli. Deze was betrokken bij een katoendrukkerij, een suikerraffinaderij en een jeneverstokerij. Hij was ook bestuurder van de Keizerlijke Assurantiekamer van Antwerpen. Vooral was hij als bankier de spil van de 'Aziatische Compagnie van Triëst en Fiume', die de voortzetting was van de Oostendse Compagnie. Het liep verkeerd af met De Proli, die in 1786 failliet werd verklaard.
Du Bosch vestigde zich toen in Gent en ging inwonen bij de weduwe Sunaert, van wie hij heel wat later (in 1796) met de dochter Colette trouwde.
In 1789 kwam hij voor de eerste keer op de voorgrond, als jonge officier in het geniekorps van kolonel Fisco, die partij koos voor Andries van der Mersch en voor Jan Frans Vonck. De machtsstrijd met de statisten binnen de nieuwe republiek van de Verenigde Nederlandse Staten viel voor hen ongunstig uit. Du Bosch keerde naar Gent terug maar werd er gearresteerd. De terugkeer van de Oostenrijkers in 1791 gaf hem zijn vrijheid terug. Zijn sterk gegroeide antiklerikale en pro-revolutionaire gevoelens maakten dat hij zich aansloot bij de 'Société des Amis de la Liberté et de l'Egalité', vereniging die de Franse invasie van einde 1792 als een bevrijding toejuichte. Du Bosch wees elk idee van opnieuw een onafhankelijke Belgische republiek af en koos resoluut voor aanhechting bij de Franse republiek. Met de nodige manipulatie zorgde hij ervoor dat in Gent en de omliggende gemeenten gestemd werd ten gunste van deze aanhechting. Bij de terugkeer van de Oostenrijkers in maart 1793 vluchtte Du Bosch naar Frankrijk.
In Parijs aangekomen sloot hij zich aan bij de groep van gevluchte Belgen en Luikenaars en werd er een van de leiders van. Meegesleept door de aan gang zijnde machtsstrijd tussen girondijnen en jacobijnen, kozen de meeste Belgen voor deze laatste en meer in het bijzonder voor de groep van de hebertisten.
In januari 1794, in volle Terreur, werd de top van de Belgische vluchtelingen, inclusief Du Bosch, gearresteerd.

## Frans commissaris
In augustus 1794, na de val van Robespierre, kwam Du Bosch vrij. Hij keerde naar Gent terug, waar ondertussen de Fransen weer meester waren. Hij vestigde er zich als advocaat, een beroep dat voortaan door iedereen mocht worden uitgeoefend. Vanaf december werd hij adjunct-secretaris bij de provinciale administratie. Hij maakte zich al onmiddellijk gehaat door de overdreven ijver die hij aan de dag legde bij het heffen van uitzonderlijke belastingen. In juni 1795 werd hij 'agent national' bij het Gentse stadsbestuur. De raadsleden werden onmiddellijk ontslagen vanwege 'niet kordaat genoeg'. Hij werd de onvermoeibare uitvoerder van de Franse wetten en bevelen. In november werd hij als 'commissaire' (het equivalent van de latere gouverneur) aan het hoofd geplaatst van het nieuwe Scheldedepartement. Tot in april 1797, de datum waarop voor het eerst verkiezingen werden gehouden, was hij degene die op alle ondergeschikte echelons de benoemingen deed, wat een kolfje naar zijn hand was.
Zo moest hij geschikte figuren vinden voor de uitvoerende en voor de rechterlijke macht. Vooral met de samenstelling van de gemeenteraad van Gent had hij heel wat problemen. Zodra ze benoemd werden, namen de meeste raadsleden ontslag. Du Bosch probeerde ze door straffen te bedwingen, maar dat hielp niet. Toen in april 1797 voor het eerst mocht worden gestemd, werden overal in het departement gemeentebesturen verkozen die helemaal niet aan de verwachtingen van Du Bosch beantwoordden. Na de staatsgreep van september 1797 werden weer personen benoemd die meer 'betrouwbaar' waren, maar dit gebeurde moeizaam. Bij de verkiezingen van maart 1798 werden weer een aantal mannen verkozen die helemaal niet voldeden aan de door De Bosch gestelde criteria. Hij ontsloeg er een aantal, benoemde nieuwe en als die hem niet voldeden ontsloeg hij ze weer en benoemde weer andere.
Bij deze bestuursdaden moest Du Bosch rekening houden met de centrale administratie van het departement. Hij had de leden aangeduid die in september 1795 waren benoemd, maar door de verkiezingen van april 1797 werden ze door 'royalisten' vervangen. Na de staatsgreep van september 1797 zorgde Du Bosch voor nieuwe bestuurders, hoofdzakelijk die waar hij vanaf eind 1797 mee had gewerkt. Bij verkiezingen in april 1798 en april 1799 slaagde Du Bosch er nog in meestal zijn volgelingen te doen verkiezen. Maar in augustus 1799 werd zijn beschermheer, Merlin de Douai, uit het Directoire verwijderd en op 5 augustus werd Du Bosch afgezet. Hierop was aangedrongen door talrijke personen in het Gentse en door de vertegenwoordigers van het parlement in Parijs.
In juli 1800 werd Du Bosch  benoemd tot tweede plaatsvervangend rechter bij de criminele rechtbank in Gent. Voorzichtigheidshalve aanvaardde hij die eerder symbolische benoeming niet en trok zich terug in Wetteren. Daarna trok hij naar Watervliet, waar het grootste deel lag van het 'zwart goed' dat hij had aangekocht. Hij hield zich in de luwte en werd, zonder discussie, verkozen tot lid van de Conseil général in Sas van Gent (8 maart 1801). Vooral hield hij zich bezig met het beheer van zijn nu uitgestrekte eigendommen.

## Op het eiland Walcheren
De eigendommen van Du Bosch strekten zich uit tot in het voormalige Staats-Vlaanderen, nu een deel van het departement van de Schelde, en hij begon zich dan ook bijzonder voor dit gebied te interesseren.
In 1807 ontwierp hij een plan om de 'Kapitale Dam' in het huidige Zeeuws-Vlaanderen om te bouwen tot de belangrijkste polder van het gebied. Dit lukte; de watering kwam al het volgende jaar tot stand en Du Bosch werd tot directeur aangesteld. Hij kwam ook weer in contact met de Franse bestuurders en in februari 1810 werd hij benoemd tot onderprefect in Middelburg. Hij werd er zowel door het ambtenarenkorps als door de bevolking niet aanvaard. In mei 1810 werd het bij de Franse republiek aangehechte Zeeland het departement van de Monden van de Schelde met Patrice de Coninck als prefect. Die benoemde Du Bosch tot secretaris-generaal. Op 4 mei 1814 kwam er een einde van de Franse overheersing en Du Bosch vertrok weer naar Watervliet.

## Onder het Verenigd Koninkrijk
Tijdens de Honderd Dagen maakte Du Bosch zich onmogelijk als 'bonapartist' en werd in een officieel rapport beschreven als 'extreem gevaarlijk'. Hij werd dan ook aan de zijlijn gehouden. Dit bleef zo tijdens de hele periode van het Verenigd Koninkrijk der Nederlanden. Hij bleef zich laten kennen als hevig antiklerikaal en was dan ook tegenstander van het opkomende unionisme. Op het einde van de jaren twintig schreef hij artikels om het gevoerde beleid te verdedigen, die echter zo scherp waren dat zelfs de regeringskranten ze weigerden, omdat ze als regeringsstandpunten hadden kunnen overkomen en hiervoor te scherp werden bevonden.
Toen de onlusten van september 1830 begonnen bleef Du Bosch orangist. Hij schreef herhaaldelijk naar koning Willem I met voorstellen die volgens hem het tij konden doen keren.

## Na de Belgische Revolutie
Du Bosch was niet tevreden over de scheiding tussen Noord en Zuid. Een groot deel van zijn gronden lag nu in Nederland, waar hij onder meer dijkgraaf was van de Isabella- en Clarapolders.
Tussen mei en augustus 1831 wedde Du Bosch op verschillende paarden. Eerst nam hij contact op met regent Surlet de Chokier, die hij aanmoedigde om zich tot koning te laten kiezen. Hij publiceerde hierover een boekje, waarin hij tevens pleitte voor steviger banden met Frankrijk. Tijdens de Tiendaagse Veldtocht werden de eigendommen van Du Bosch zowel door Nederlandse als door Belgische troepen bestormd en vernield.
Bij de eerste verkiezingen voor het Belgisch parlement stelde Du Bosch zich kandidaat voor de Senaat in het arrondissement Eeklo en voor de Kamer in het arrondissement Gent. Hij mislukte in beide gevallen.
Voortaan kon hij zich alleen nog laten gelden door zijn geschriften. Zo schreef hij een studie met zijn ideeën over de armoedebestrijding. Verdere acties, vooral om schadevergoeding te eisen ten voordele van de eigenaars in het noorden van Oost-Vlaanderen en in Zeeland die hadden geleden onder het oorlogsgeweld, werden in de volgende jaren vooral door zijn zoon Alexandre gevoerd, waarbij hijzelf eerder passief bleef.
Vanaf 1833 trok hij zich terug in een 'maison de plaisance' met 4 ha grond in Bassevelde. Daar stierf hij in  1842.

## Kinderen
Du Bosch had een zoon en een dochter.
Alexandre du Bosch (Gent, 2 november 1799 - Elsene, 8 juli 1864) werd directeur van de wateringen en advocaat. Hij publiceerde heel wat studies en rapporten over allerhande zaken, vaak over de wateringen. Er is soms verwarring ontstaan tussen wat door hem en wat door zijn vader was geschreven.
Julie Du Bosch was, net als haar broer, een radicale republikein. Ze kwam in de ban van het saint-simonisme, de pre-marxistische leer die in burgerlijke kringen nogal wat aanhang had. In 1834 trouwde ze met Napoleon De Keyser, de boer, brouwer en landmeter van Sleidinge en ze werd zijn inspiratrice. In 1854 publiceerde hij Het Natuur-regt, of de rechtveirdigheid tot nieuw bestuiur als order der samenleving  volgens de bestemming van den mensch. Hiermee was hij een zeldzame theoreticus van het zogenaamde boerensocialisme in België.

## Publicaties
Er zijn heel wat publicaties te vermelden, tussen 1830 en 1840, waarvan echter geen zekerheid is wat van de hand van Grégoire Du Bosch is en wat van zijn zoon Alexandre. De Bibliographie de Belgique vermeldt een lijst waarvan de ene op de naam van de vader en de andere op de naam van de zoon, maar volledige zekerheid is er niet.
- Un mot sur la situation en Belgique, Gent, 1831
- Essai sur les moyens d'extirper la mendicité et d'améliorer le sort de la classe ouvrière, Gent, 1833
- Wateringhe van den Capitalen-Dam, 1833
- Rapport à M. le gouverneur de la Flandre orientale sur le régime des polders, Gent, 1830